# Ludovic I de Bavaria
Ludovic I (n. 23 decembrie 1173, Kelheim – 15 septembrie 1231, Kelheim), membru al casei de Wittelsbach, a fost duce de Bavaria din 1183 și conte palatin de Renania din 1214.

## Biografie
Ludovic a fost fiul ducelui Otto al III-lea de Bavaria cu Agnes de Loon. El a fost căsătorit cu Ludmila, fiică a ducelui Frederic de Boemia.
Ludovic a extins teritoriul ducatului de Bavaria și a întemeiat mai multe orașe. Printre orașele fondate de el se numără Landshut în 1204, Straubing în 1218 și Landau an der Isar în 1224. El a acordat sprijin împăratului Otto al IV-lea din dinastia Welfilor, care în schimb i-a confirmat stăpânirea veșnică a familiei Wittelsbach asupra Bavariei. Însă în 1211 Ludovic s-a alăturat taberei familiei de Hohenstaufen; împăratul Frederic al II-lea l-a recompensat cu stăpânirea asupra Palatinatului renan în 1214. Fiul său, Otto a fost căsătorit cu Agnes de Palatinat, o nepoată a ducelui Henric Leul și a lui Conrad de Palatinat. Prin această căsătorie, familia Wittelsbach a moștenit Palatinatul, păstrându-l ca posesiune până la 1918. Tot din acel moment, leul a devenit simbolul heraldic în blazonul Bavariei și Palatinatului.
În 1221, Ludovic a participat la Cruciada a cincea și a fost luat prizonier în Egipt de către sultanul ayyubid Al-Kamil, fiind ulterior eliberat. În 1225, el a primit sarcina de a-l supraveghea pe tânărul rege Henric al VII-lea al Germaniei.
Ludovic a fost asasinat în 1231 pe un pod din Kelheim. Crima nu a fost niciodată elucidată din cauză că asasinul a fost pe loc linșat. Ca urmare a aversiunii care a urmat din partea familiei Wittelsbach, orașul Kelheim și-a pierdut statutul de rezidență ducală. Ludovic a fost înmormântat în cripta abației de Scheyern.
1. ↑  „Ludovic I de Bavaria”, Gemeinsame Normdatei, accesat în 15 decembrie 2014
2. ↑  „Ludovic I de Bavaria”, Gemeinsame Normdatei, accesat în 31 decembrie 2014
3. 1 2  Kindred Britain
4. ↑  The Peerage